# Gaston Armelin
Gaston Armelin, né à Montauban le 25 janvier 1860 et mort à Paris le 18 novembre 1941, est un poète et astronome français, créateur du calendrier d'Armelin, appelé aussi calendrier universel.

## Biographie
Né à Montauban le 25 janvier 1860, il passa son enfance en Normandie. Venu à 18 ans à Paris, il entra au ministère de la Guerre, où il fit toute sa carrière, et atteignit les grades de chef de bureau et officier de la Légion d'honneur. En 1887, il rejoint la Société française d'astronomie, dont il devient le quarante-deuxième membre. En 1890, il est devenu membre du Bureau de la Société. Il remplit les fonctions de secrétaire-adjoint pendant dix ans.
Il avait également une passion pour la peinture (son mentor était Carolus-Duran). Le portrait d'une jeune fille par Armelin a même été exposé au Salon. Il a publié plusieurs recueils de poèmes et de poésies, dont certains ont été récompensés par plusieurs prix littéraires français prestigieux. Il a été membre du Comité de la Société des Poètes français, membre du comité de direction de la Fondation Victor-Hugo et autres.
Décédé le 18 novembre 1941 d'une embolie. Inhumé à Paris au cimetière du Père-Lachaise.

## Calendrier d'Armelin
Le 28 février 1887, lors de la 2e réunion de la Société astronomique de France, on annonce un concours pour la création d'un calendrier mondial. En décembre 1887, le gagnant du concours est identifié comme le projet de calendrier préparé par Gaston Armelin. C'est ce projet qui a remporté le concours et le premier prix de la Société française d'astronomie. Ce projet de calendrier a ensuite été discuté à l'Académie des sciences française.
En 1937, le Comité international pour la réforme du calendrier a soumis à la Société des Nations le projet de calendrier d'Armelin, qui a été pré-approuvé par les gouvernements de 70 pays. Mais le déclenchement de la Seconde Guerre mondiale a mis en suspens les travaux de réforme du calendrier mondial.
En 1954, la 18e session du Conseil économique et social des Nations unies a réapprouvé le projet de calendrier mondial, basé sur le calendrier d'Armelin, qui a été proposé à l'Assemblée générale des Nations Unies pour discussion. Toutefois, en raison de l'opposition du Vatican au calendrier, le projet a été rejeté.

## Œuvres

### Poésie
- 1888 - « La Terre des aïeux »
- 1890 - « La gloire des vaincus (Flammarion) »
- 1892 - « L’Angelus de Jeanne »
- 1897 - « Le livre d’or de 1870 »
- 1899 - « L’Archange des batailles »
- 1903 - « Wagram »
- 1904 - « Solstice, poésie dite à la fête du solstice d'été, sur la tour Eiffel, le 21 juin 1904 »
- 1904 - « Champs de bataille d’Helvétie »
- 1905 - « Le Poème de la grande armée, Souabe, Autriche, Moravie (1805) »
- 1920 - « Les Bucoliques de Virgile »
- 1922 - « Girard de Vienne. Chanson de geste d’après le trouvère Bertrand de Bar (L’Epopée carlovingienne) »
- 1926 - « L’Orléanide. La Cour du roi fou, poème historique »
- 1929 - « Ogier le Danois et l’enfance de Roland (L’épopée carlovingienne) »

### Travaux scientifiques
- Réforme du calendrier. // L'Astronomie, 1888, t. 7, p. 347—349.

## Distinctions
- Officier de la Légion d'honneur (20 septembre 1920)[4]
- Officier de l'Instruction publique
- Officier de l'Ordre royal du Cambodge

## Famille
- Sœur - Mme Depincée
- Fils - Gaston Armelin

## Prix

### Prix littéraires
- 1893 - Prix Archon-Despérouses pour le poème La Gloire des vaincus[5].
- 1898 - Prix Montyon pour le poème Le Livre d’or de 1870[5].
- 1930 - Prix Archon-Despérouses pour le poème Ogier le Danois et l’enfance de Roland - L’épopée carlovingienne[5].

### Prix scientifiques
- 1887 - Le grand prix de la Société astronomique de France pour le projet de réforme du calendrier (ru)[6],[7].
- 1909 - Prix des Dames[8]